# Licisco
Licisco (in greco antico: Λυκίσκος?, Lykískos; Siracusa, IV secolo a.C. – Tunisi, 310 a.C. o 309 a.C.) è stato un militare siceliota al servizio dello stratego autocratore Agatocle, tiranno e basileus di Sicilia.

## Le accuse e l'uccisione di Licisco
Licisco prestò servizio durante la spedizione siracusana in Africa. Ebbe un diverbio con il figlio maggiore di Agatocle; Arcagato: durante un banchetto dove erano state invitate le più alte cariche militari agatoclee, Licisco accusò Arcagato di tenere una segreta relazione incestuosa con la matrigna Alchia, seconda moglie del dinasta.
Il figlio di Agatocle, furioso per quella derisione davanti al padre, prese la lancia di un soldato che era posto a guardia della tenda e ferì a morte Licisco. Il corpo di Licisco venne quindi riposto nel rispettivo accampamento e fu oggetto di pellegrinaggio da parte degli altri soldati, che sbalorditi dal suo assassinio, misero presto in atto una sedizione contro Agatocle e il suo stato maggiore.